# Plexo de Meissner
En histología, el plexo submucoso o plexo de Meissner, es uno de los componentes del sistema nervioso entérico que inerva el tracto digestivo. Este plexo está constituido por un conjunto de neuronas y fibras nerviosas (axones) que se ubican en la pared del tubo digestivo.

El plexo submucoso detecta el entorno de la luz intestinal y regula el flujo sanguíneo gastrointestinal, además controla las funciones y la secreción de las células del epitelio. 

## Historia
Debe su nombre al médico alemán Georg Meissner que realizó diversos estudios sobre el mismo. El plexo de Meissner no debe confundirse con los corpúsculos de Meissner situados en la piel con los que no guarda ninguna relación.

## Anatomía
El plexo submucoso de Meissner (PSM) se encuentra situado en la capa submucosa de la pared del tubo digestivo. Su desarrollo es más importante en el intestino delgado y el intestino grueso, en el esófago es casi inexistente y en el estómago escaso. Está formado por un grupo de neuronas interconectadas, incluyendo motoneuronas, interneuronas y neuronas sensitivas. Algunas de ellas inervan las células secretoras que están situadas en la mucosa del intestino, controlando el proceso de secreción.

La morfología del plexo varía con la edad y la localización, dentro del tracto 
gastrointestinal.

## Fisiología
El plexo submucoso (PSM) detecta el entorno de la luz intestinal y regula el flujo sanguíneo gastrointestinal y, controla las funciones y la secreción de las 
células del epitelio.

Las neuronas sensoriales intrínsecas (IPAN) detectan las características químicas del contenido luminal (quimiosensoriales) y el estado físico de tensión en la pared entérica (mecanosensoriales).

Capas del tubo digestivo
1. Mucosa, 8. Submucosa, 10. Plexo submucoso de Meissner, 11. Vena, 12. Músculo circular, 13. Músculo longitudinal, 14. Tejido conectivo areolar, 15. Epitelio, 17. Nervio, 18. Arteria, 19. Mesenterio

Los cambios en el contenido luminal activan continuamente a las neuronas aferentes intrínsecas (IPAN) que se proyectan al sistema nervioso entérico y a las neuronas aferentes extrínsecas que se proyectan hacia el sistema nervioso central.
Además de los reflejos locales del SNE, existen reflejos que involucran un nivel superior fuera del intestino en los ganglios viscerales mayores (celíaco y mesentérico) y los ganglios prevertebrales.

El sistema nervioso parasimpático (SNPS) envía señales de estímulación desde el cerebro hacia el intestino, promoviendo la secreción. El sistema nervioso simpático (SNS) lleva señales de inhibición hacia el intestino, frenando la secreción.
Inervación sensitiva
Las fibras sensitivas se dirigen desde el epitelio intestinal a los plexos y, a los ganglios prevertebrales y luego, a la médula espinal y por ella hasta el tronco del encéfalo.

## Patología
La displasia neuronal intestinal (IND) es una neuropatía primaria, que causa  pseudoobstrucción intestinal crónica y fue descrita en 1971. En 1983 se pudo diferenciar un tipo A y un tipo B.

La displasia neuronal intestinal tipo B (IND B) representa a la mayoría de los casos de IND. Es una hiperplasia del plexo submucoso parasimpático que ocasiona síntomas de estreñimiento de intensidad variable en niños y adultos. La histología de la enfermedad se caracteriza por hiperganglionosis, presencia de ganglios gigantes intramurales, ganglios ectópicos y aumento de acetilcolinesterasa en la lámina propia. 
La IND tipo B es clínicamente indistinguible de la Enfermedad de Hirschsprung, se caracteriza por una malformación de los plexos submucoso y mientérico parasimpático y representa más del 95% de los casos de IND.